# Georges-Antoine Simonet
Pour les articles homonymes, voir Simonet.
Georges-Antoine Simonet est un industriel et entrepreneur français, né à Tarare le 28 novembre 1710 et mort le 14 août 1778 à Charbonnières-les-Bains. Il est considéré comme le pionnier de l'industrie de la mousseline en France après l'avoir importée de Suisse au milieu du XVIIIe siècle.

## Biographie

### Enfance et formation
Georges-Antoine Simonet est né le 28 novembre 1710 à Tarare, dans la maison de ses parents, au 10 rue Déguirasse (rue Anna Bibert aujourd'hui). Fils de Jean-Marie Simonet (1666-1753), marchand toilier, et de Marianne Certain (1677-1761), il grandit dans une famille de 13 enfants.
Son éducation est supérieure à la moyenne. Il étudie le tissage ainsi que le dessin à Lyon, développant un certain talent pour la composition. Il devient alors maitre-dessinateur et ouvrier tisserand simultanément au sein de la prestigieuse maison Perret à Lyon, lui permettant de gagner aisément sa vie,.

### Père de la mousseline française
Voyageant souvent à Paris, il quitte ce travail pour se lancer avec un ami, vers 1745, dans la fabrication d’étoffes de soie, d’or et d’argent.
Le 9 décembre 1749, il épouse à l'église Saint-Nizier de Lyon, Jeanne Nicole Dubois (1726-1809), une riche orpheline de Lyon. Ce mariage permet à Simonet de disposer d'une vaste fortune financière et immobilière.
En 1751, à la mort de son associé, il liquide l'affaire et l’apparition des tissus coton, plus fins, aux côtés des toiles de chanvre, l'oriente vers la Suisse afin d'en apprendre plus sur ces nouveaux produits demeurent inconnus en France, où les étoffes de chanvre et de coton restent épaisses.
Simonet se rend à Saint-Gall et Zurich entre 1756 et 1757. Il met sa propre vie en jeu pour en connaitre davantage sur ces étoffes, car la loi suisse punissait de mort toute personne qui exportait les secrets industriels. Il s’initie sur le tas à ce nouveau système de production, tout en s'introduisant, observant et analysant le savoir-faire des ateliers suisses.
À son retour en France, il fait part au ministre Daniel-Charles Trudaine de son projet de mettre en pratique ce processus dans l'Hexagone. Ce dernier, dont la volonté est de développer une industrie nouvelle, lui apporte son soutien.
À partir de ce moment, il met en place au sein de la demeure familiale, un atelier de production de mousseline, en acheminant le fil de Nantua et faisant immigrer des ouvriers helvètes formés à ce savoir.
La fabrication s'avère chaotique et ne font pas du tout l'unanimité. Les nouvelles créations manquent d'esthétisme, de finesse et de solidité. Le ministre et le gouvernement mettent à la disposition de Simonet des cadres et des rouets à titre gracieux afin de pallier les problèmes rencontrés par l'entrepreneur, mais la qualité reste piètre et les dettes s'accumulent. Afin de pallier ses finances défaillantes, il est contraint de vendre une partie de ses propriétés immobilières.
Il se retire à Charbonnières-les-Bains en 1773, où il vivra très modestement. Il y décède le 14 août 1778 et est inhumé au sein du caveau familial au cimetière de Tarare.

### Postérité
Georges-Antoine laisse pour héritage ses métiers à tisser à son neveu (fils de son frère Claude Simonet, 1697-1772), Claude-Marie Simonet (1749 -1822) dit « Le Jeune ».
En 1786 et après avoir reçu les métiers, Claude-Marie a l’idée de faire venir le coton de Suisse et d’Angleterre. Décision couronnée de succès puisque la mousseline, d'excellente qualité, devient très prisée et permet l'industrialisation du processus. En 1789, la fabrique prospère et comprend alors plus de 200 ouvriers et 600 métiers et produit 15 000 pièces. Des établissements de blanchiment et d’apprêts sont créés à proximité de Tarare pour permettre d'étendre l'activité.
C’est seulement 15 ans après sa mort qu’on rendra hommage au rôle immense de Georges-Antoine Simonet dans le développement de la cité tararienne et l'importation de la mousseline sur le territoire national. Le lien fort entre le père de la mousseline française et sa ville natale est désormais célébré depuis 1893 avec la première fête des Mousselines, dont l'occasion permet d'inaugurer la première statue. Cette festivité est organisée périodiquement, puis tous les 5 ans depuis 1955.

## Famille et parenté

### Origine
La famille est originaire de Tarare et de Saint-Forgeux mais aussi des monts du Lyonnais.

### Descendance et parenté
De l'union de Georges-Antoine et Jeanne Nicole sont nés 7 enfants :
- Jean Marie (1752-1752), né le 31 janvier 1752 et baptisé le lendemain[10]. Mort le 3 octobre de la même année à l'âge de 8 mois à Charbonnières-les-Bains.
- Marie Anne (1753-1826), née le 30 juin 1753 et baptisée le lendemain à Lyon 2e[11]. Mariée à Pierre Collin de la Pierrière. Morte le 5 mai 1826 à Paris.
- Marie Olympe (1755-1783), née et baptisée le 26 février 1755 à Lyon 2e[12].Mariée à Antoine Chaland (premières noces). Morte le 29 décembre 1783 à Montbrison.
- Marie Victoire (1759-1759), née le 7 janvier 1759 à Tarare et baptisée le lendemain[13]. Morte le 26 janvier à 19 jours puis inhumée le lendemain à Tarare[14].
- Marc Antoine (1760-1778), né et baptisé 14 juin 1760 à Lyon 5e, jumeaux de Marie Julie[15]. Date de décès exacte inconnue (vers 1778).
- Marie Julie (1760-1840), née et baptisée 14 juin 1760 à Lyon 5e, jumelle de Marc Antoine[15]. Mariée à Antoine Chaland (secondes noces) et morte le 21 août 1840 à Tarare[16].
- Jeanne Gabrielle (1764-1819), née le 16 avril 1764 et baptisée le lendemain à Tarare[17]. Mariée à André Olivier, morte le 27 novembre 1819 à Charbonnières-les-Bains sur déclaration faite le lendemain, puis inhumée dans la même ville[18],[19].

Georges-Antoine est l'arrière-grand-père de l'explorateur, pionnier de la bicyclette et écrivain français Aimé Olivier de Sanderval (1840-1919),.

Il possède des liens familiaux éloignés avec l'acteur et producteur Jacques Perrin (né Simonet) et de son fils l'acteur Maxence Perrin, l'actrice et attaché de presse Eva Simonet (sœur de Jacques), ainsi que le producteur et réalisateur Christophe Barratier (fils de la précédente).

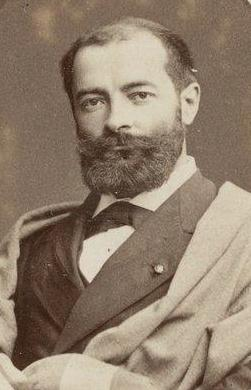
Aimé Olivier de Sanderval
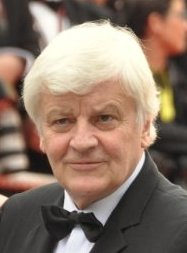
Jacques Perrin
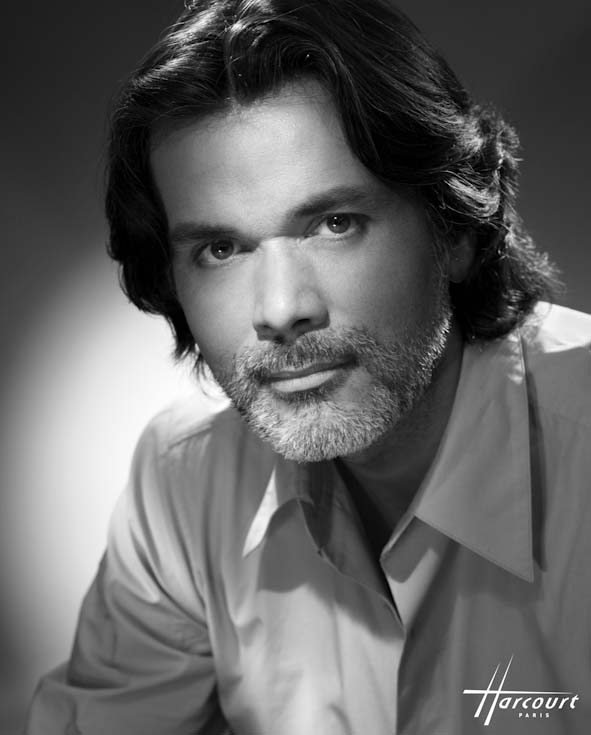
Christophe Barratier

## Distinctions et hommages

### Hommages
- En novembre 1846, le conseil municipal décide de l'édification d'un monument à la mémoire de protagoniste français de la mousseline. Une première statue en bronze réalisé par le tararien Charles-François Bailly, elle est seulement inaugurée le 8 juillet 1893 en face du théâtre municipal de Tarare. Le monument est fondu le 24 avril 1942 sous le régime de Vichy pour la fabrication de balle[23]. Une nouvelle statue est commandée au sculpteur Serge Castor par la municipalité de Jean Besson, elle est inaugurée le 15 juin 1990[24],[25].

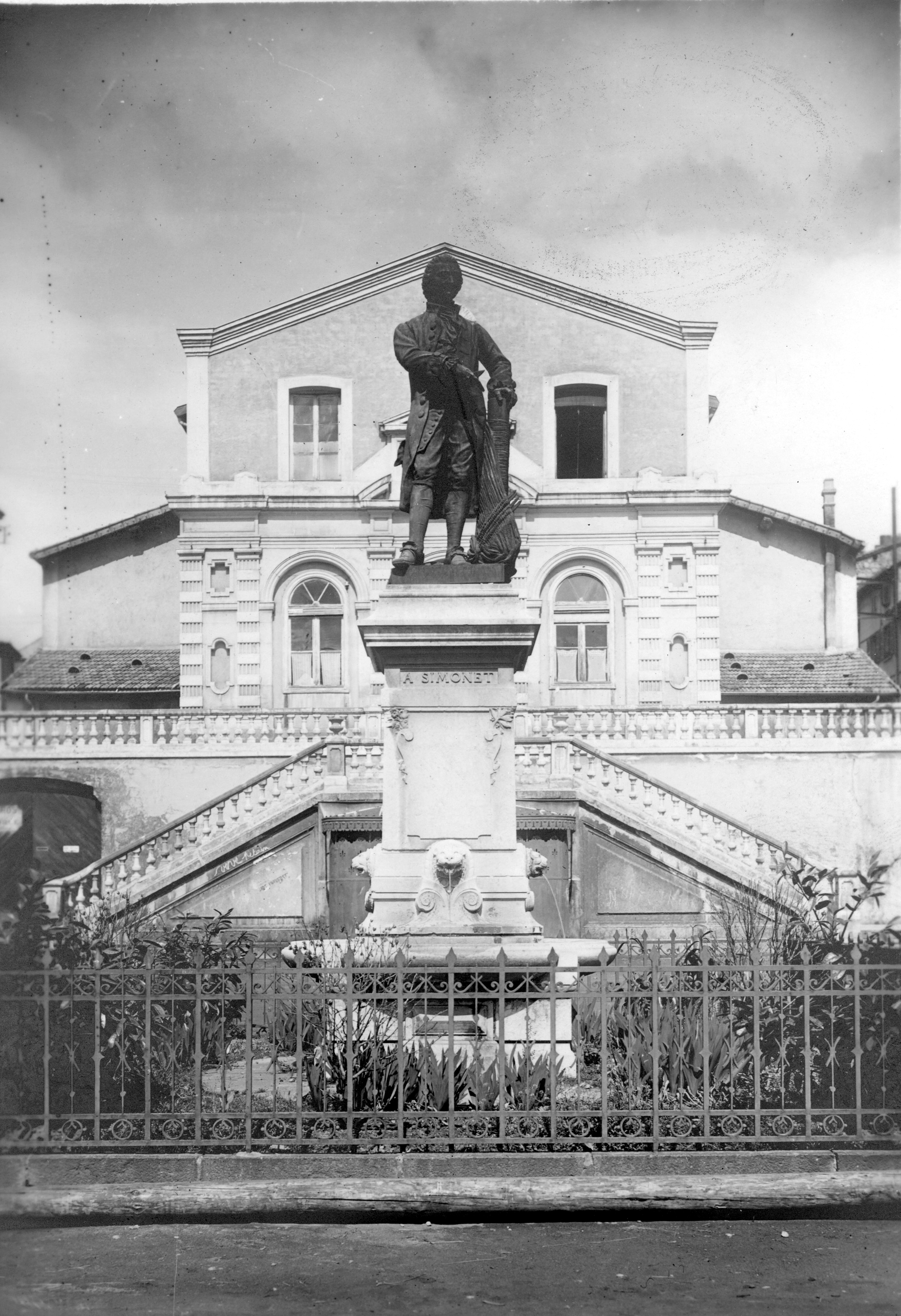
Monument à Georges Simonet (1893)
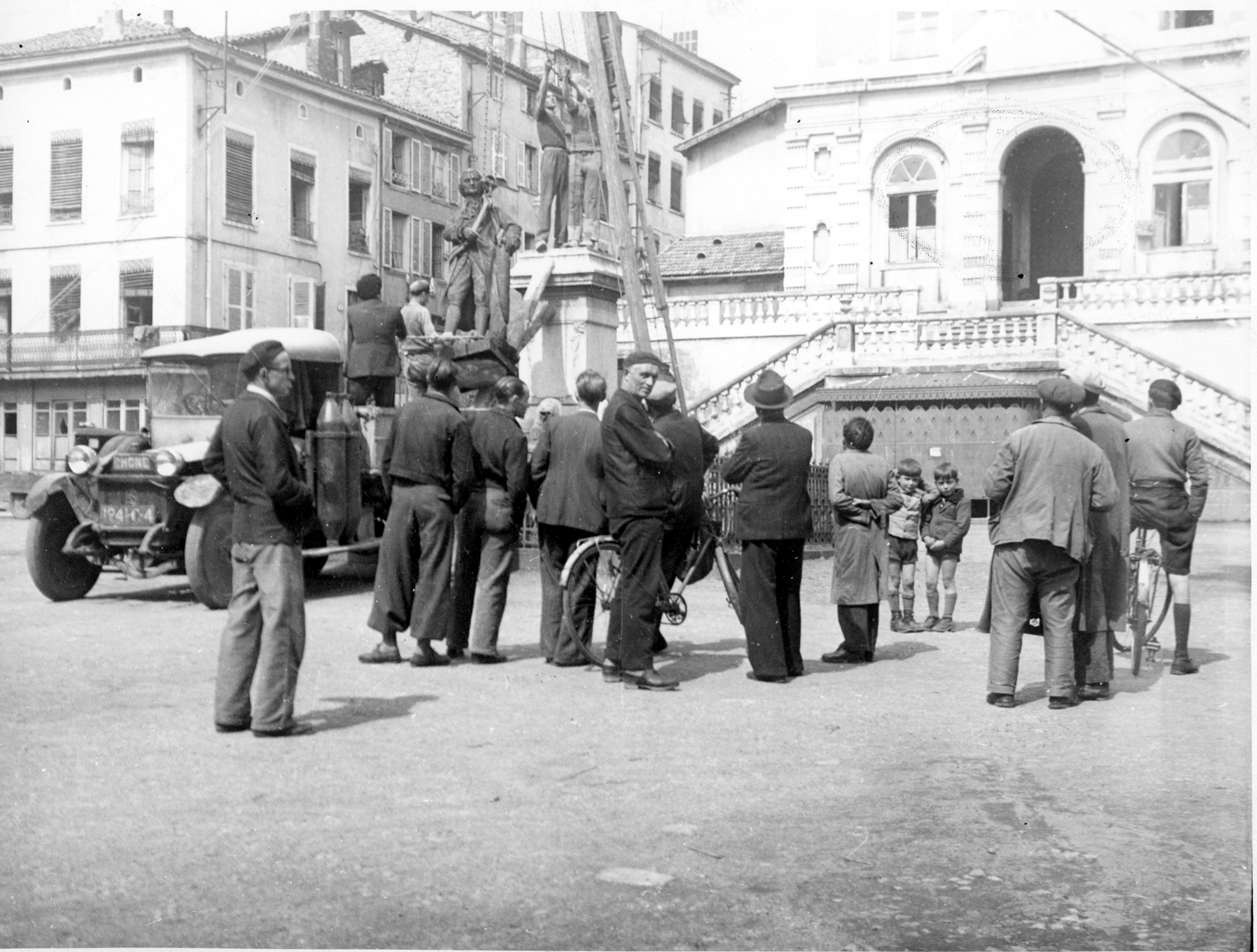
Enlèvement de la statue de Georges Simonet en 1942

- Le buste de Georges-Antoine Simonet est conservé depuis 2018 au musée de la SHAGMT (Société d'histoire, d'archéologie et de généalogie des Monts de Tarare). Il a été sculpté en 1878 et était exposé au musée municipal jusqu'en 1927, puis à la CCI de Lyon (palais de la Bourse) de 1952 à 2018[26],[27],[28].
- Une plaque commémorative est apposée sur la maison 10 rue Anna Bibert à Tarare, bâtisse qui à vu naître Simonet en 1710[2].
- La place devant le théâtre de Tarare est nommé en son honneur "Place Georges-Antoine Simonet"[29].

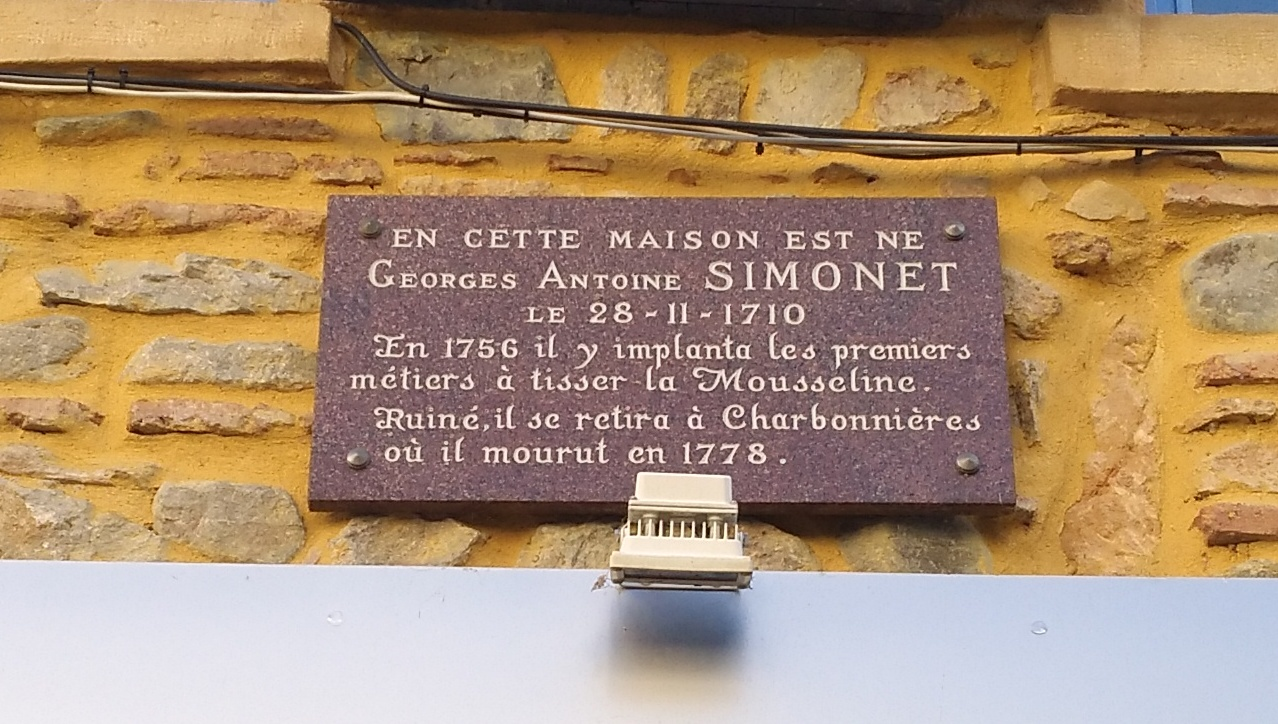
Plaque commémorative